# Le Center, Minnesota
Le Center là một thành phố thuộc quận Le Sueur, tiểu bang Minnesota, Hoa Kỳ. Năm 2010, dân số của thành phố này là 2499 người.

## Dân số
- Dân số năm 2000: 2240 người.
- Dân số năm 2010: 2499 người.